# Дюблан
Дюблан (англ. Dublanc) — деревня в приходе Сент-Питер на западном побережье Доминиканы, между городами Портсмут и деревней Биош. На 2001 год в Дюблане проживало 423 человека.
В деревне есть католическая церковь и церковь адвентистов седьмого дня. Также, в ней есть детский сад и начальная школа, несколько ресторанов и баров.
Спортсмены из Дюблана хороши в футболе и крикете. У Дюблана также есть футбольный клуб, который соревнуется с другими клубами в Чемпионате Доминики по футболу, высшем мероприятии в футболе на Доминике. Клуб выигрывал в чемпионатах 2015—2016 и 2016—2017 годов.
В Дюблане родился игрок в крикет Ирвайн Шиллингфорд.
9 июля в Дюблане отмечается праздник Святого Петра, и примерно в это время также расцветает огненное дерево, а его цветы известны в округе как «рыбацкие цветы». Этот же праздник посвящен рыбакам, так как Святой Пётр был рыбаком. Рыболовство, наравне с фермерством — главные секторы экономики деревни.

## География и климат
Деревня расположена на реке Дюблан, которая поднимается на склонах горы Дьяблотен и проходит через деревню перед впадением в Карибское море.
Деревня стоит на низком склоне холма, высота её центра — 8 м. В основном, ландшафт в Дюблане холмистый, но на северо-западе деревни он более плоский.
Крупнейшее поселение поблизости — город Портсмут, в 7,4 км к северу от Дюблана.

### Климат
Согласно классификации климатов Кёппена, в Дюблане — экваториальный климат (Af).
Среднегодовая температура — 26,3 °C. Самым тёплым месяцем в году является июнь (27,4 °C), а самым холодным — январь (24,9 °C).
Среднегодовое количество осадков — 1737 мм. Самый влажный месяц — октябрь (230 мм), а самый засушливый — февраль (71 мм).
| Показатель                    | Янв. | Фев. | Март | Апр. | Май  | Июнь | Июль | Авг. | Сен. | Окт. | Нояб. | Дек. |
| ----------------------------- | ---- | ---- | ---- | ---- | ---- | ---- | ---- | ---- | ---- | ---- | ----- | ---- |
| Средний суточный максимум, °C | 28,7 | 28,9 | 29,5 | 30,2 | 30,8 | 31   | 30,9 | 31,1 | 31,3 | 30,6 | 30,2  | 29,2 |
| Средняя температура, °C       | 24,9 | 24,9 | 25,2 | 26   | 26,8 | 27,4 | 27,2 | 27,3 | 27,3 | 26,8 | 26,3  | 25,3 |
| Средний суточный минимум, °C  | 21,1 | 20,9 | 21   | 21,8 | 22,9 | 23,8 | 23,6 | 23,6 | 23,4 | 23,1 | 22,5  | 21,5 |
| Норма осадков, мм             | 100  | 71   | 79   | 76   | 94   | 148  | 179  | 202  | 216  | 230  | 198   | 144  |
| Источник: Climate-Data.org    |      |      |      |      |      |      |      |      |      |      |       |      |